# Popești (okręg Bihor)
Popeștiⓘ – wieś w Rumunii, w okręgu Bihor, w gminie Popești. W 2011 roku liczyła 2508 mieszkańców.